# Mirassol
Mirassol es un municipio brasilero del estado de São Paulo. Se localiza a una latitud 20º49'07" sur y a una longitud 49º30'30" oeste, estando a una altitud de 587 metros. 
La ciudad tiene una población de 65.443 habitantes (IBGE/2010) y un área de 243,2 km². Mirassol se localiza en el norte del estado, a 15 km de São José do Río Preto.

## Historia
Fue fundada el 8 de septiembre de 1910. Su nombre entonces era "São Pedro del bosque Uma", debido al patrono escogido: el santo apóstol Pedro. El 27 de noviembre de 1919 es elevada a distrito, mudando el nombre para su forma actual. 
Fue establecido oficialmente como municipio el 23 de diciembre de 1924, separado de Río Preto. La instalación municipal fue el 11 de marzo de 1925.

## Geografía

### Clima
El clima de Mirassol puede ser clasificado como clima tropical de sabana (Aw), de acuerdo con la clasificación climática de Köppen.

### Demografía
Datos del Censo - 2010
Población total: 68.233
- Urbana: 59.419
- Hombres: 32.402
- Mujeres: 34.331[6]

Área de la unidad territorial: 243,2 km²
Densidad demográfica (hab./km²): 221,2
Mortalidad infantil hasta 1 año (por mil): 8,96
Expectativa de vida (años): 75,42
Tasa de fertilidad (hijos por mujer): 1,76
Tasa de alfabetización: 92,35%
Índice de Desarrollo Humano (IDH-M): 0,822
- IDH-M Salario: 0,743
- IDH-M Longevidad: 0,840
- IDH-M Educación: 0,884

(Fuente: IPEADATA)

### Hidrografía
- Río São José dos Dourados

### Clima
El clima de la región es Tropical cálido y húmedo, con inviernos secos y amenos y veranos calientes y lluviosos.

### Carreteras
- SP-310 - Carretera Washington Luís/Feliciano Sales de la Cunha
- SP-320 - Carretera Euclides de la Cunha